# На волне успеха
«На волне успеха» (англ. Breaker High) — канадско-американский комедийный сериал снятый студией Breaker Productions Inc. в Ванкувере. выходил с 1997 по 1998 год. Сериал рассказывает о приключениях группы старшеклассников, которые учатся на круизном лайнере и путешествуют по разным странам.

## Синопсис
Главные герои сериала — это семь подростков, которые по разным причинам решили посещать школу на круизном лайнере под названием Breaker High. Они живут в каютах, ходят на уроки, участвуют в разных мероприятиях и знакомятся с новыми культурами. Каждый эпизод посвящен какой-то стране или городу, куда прибывает лайнер, и приключениям, которые ждут героев там. Среди мест, которые посетили герои, были Испания, Италия, Греция, Мексика, Япония, Франция и другие.

## Актёры
- Райан Гослинг, который сыграл роль Шона Хэнлон.
- Тайлер Лабин, который сыграл роль Джимми Фаррел.
- Рэйчел Уилсон, которая сыграла роль Тамми Лейн.
- Персия Уайт, которая сыграла роль Дениз Уильямс.

## Отзывы
На Агрегаторе Рецензий imdb Оценка сериала составила 7.2 на основе 1.3 к Оценок и 19 Рецензий.

## Музыка
Музыку к сериалу написали
- шуки леви
- Йен Кристиан Никус
- Хаим Сабан
- Джереми Суит
- Майкл Уитэйкер[5]

## Список эпизодов
| №  | Название эпизода                                       |
| -- | ------------------------------------------------------ |
| 1  | «Sun Ahso Rises»                                       |
| 2  | «Pranks for the Memories»                              |
| 3  | «Mayhem on the Orient Distress»                        |
| 4  | «Don’t Get Curried Away»                               |
| 5  | «Kenya Dig It?»                                        |
| 6  | «Tomb with a View»                                     |
| 7  | «Radio Daze»                                           |
| 8  | «Beware of Geeks Baring Their Gifts»                   |
| 9  | «Belly of the Beast»                                   |
| 10 | «Rooming Violations»                                   |
| 11 | «Chateau L’Feet J’mae»                                 |
| 12 | «Out with the Old, In with the Shrew»                  |
| 13 | «Tamira is Another Day»                                |
| 14 | «For Pizza’s Sake»                                     |
| 15 | «Kissin’ Cousins»                                      |
| 16 | «The Caber Guy»                                        |
| 17 | «When In Rome…»                                        |
| 18 | «Silence of the Lamborghini»                           |
| 19 | «All Seeing Bull’s Eye»                                |
| 20 | «Squall’s Well that Ends Well»                         |
| 21 | «That Lip-Synching Feeling»                            |
| 22 | «Yoo Hoo, Mr. Palace Lifeguard»                        |
| 23 | «Two Seans Don’t Make a Right»                         |
| 24 | «Tamira Has Two Faces»                                 |
| 25 | «Swiss You Were Here»                                  |
| 26 | «A Funny Thing Happened on the Way to the Post Office» |
| 27 | «Some You Win, Some You Luge»                          |
| 28 | «Stowing Pains»                                        |
| 29 | «Moon Over Tamira»                                     |
| 30 | «He Shoots, He Scores»                                 |
| 31 | «Jimmy Behaving Badly»                                 |
| 32 | «Regret Me Nots»                                       |
| 33 | «New Kids on the Deck»                                 |
| 34 | «Six Degrees of Humiliation» (Part 1)                  |
| 35 | «Don’t Go Breakin’ My Art» (Part 2)                    |
| 36 | «Worth Their Waste in Gold»                            |
| 37 | «The Deck’s Files»                                     |
| 38 | «Rasta La Vista»                                       |
| 39 | «Max-He-Can Hat Dance»                                 |
| 40 | «Kiss of the Shy-er Woman»                             |
| 41 | «Lord of the Butterflies»                              |
| 42 | «Chile Dog»                                            |
| 43 | «Heartbreaker High»                                    |
| 44 | «To Kill a Mocking Nerd»                               |